# Bakanas (rzeka)
Bakanas (kaz. Бақанас, ros. Баканас) – rzeka we wschodnim Kazachstanie, w zlewisku jeziora Bałchasz, o śnieżnym reżimie. Jej długość wynosi 240 km, powierzchnia zlewni 25,1 tys. km².
Bakanas wypływa w paśmie górskim Czyngiz-tau we wschodniej części Pogórza Kazachskiego. Spływa na południe do Kotliny Bałchasko-Ałakolskiej i ginie w jej piaskach na północ od wschodniego krańca jeziora Bałchasz. W szczególnie suche lata rzeka wysycha.